# Paglesham
Paglesham is een civil parish in het bestuurlijke gebied Rochford, in het Engelse graafschap Essex.